# Vikoč
Vikoč (en serbe cyrillique : Викоч) est un village de Bosnie-Herzégovine. Il est situé dans la municipalité de Foča et dans la république serbe de Bosnie. Selon les premiers résultats du recensement bosnien de 2013, il compte 13 habitants.

## Démographie

### Répartition de la population par nationalités (1991)
En 1991, le village comptait 154 habitants, répartis de la manière suivante :

### Communauté locale
En 1991, la communauté locale de Vikoč comptait 434 habitants, répartis de la manière suivante :